# Фалкан, Вальдемар Кромвель ду Регу
Вальдемар Кромвель ду Регу Фалкан (порт. Waldemar Cromwell do Rego Falcão, иногда порт. Valdemar Falcao; 25 января 1895, Батурите, Сеара — 2 октября 1946, Бостон, Массачусетс) — бразильский юрист, журналист и политик; сенатор в Эру Варгаса, в 1935—1937 годах; министр труда, промышленности и торговли в 1937—1941 годах; его имя носит улица «Rua Ministro Waldemar Falcão» в Рио-де-Жанейро.

## Биография
Вальдемар Фалкан (Фалькао) родился 25 января 1895 года в муниципалитете Батурите в штате Сеара; окончил юридический факультет местного университета. С 1917 по 1919 год работал начальником полиции в городе Форталеза; являлся членом партии «Partido Republicano Cearense» (PRC). Стал сотрудником газеты «Diário do Estado».
Фалкан одержал победу на выборах в сенат Бразилии, проходивших в 1934 году по новой (третьей) конституции: стал одним из двух сенатором от северо-восточного штата Сеара. Выступал с антикоммунистических позиций: предложил проект реформы образования, основанной на борьбе против коммунистических идей. Будучи избранным на восьмилетний срок в 37-й созыв бразильского сената, занимал свой пост неполные три года, с 1935 по 1937 год — поскольку в ноябре 1937 года президент Жетулиу Варгас организовал государственный переворот и основал централизованное государство Эстадо Ново (Estado Novo).
При режиме Варгаса сенатор Арруда стал министром труда, промышленности и торговли: Арруда усилил государственный контроль над профсоюзными организациями. В 1938 году стал делегатом на XXIV Международной конференции труда, организованной в Женеве Международной организацией труда (МОТ). В 1941 году покинул министерство труда и стал членом Верховного федерального суда. Скончался в американском городе Бостон 2 октября 1946 года.

## Работы
- O empirismo monetario no Brasil : ensaio de critica financeira — São Paulo : Companhia Editora Nacional, 1931.
- O Ministério do trabalho no estado novo; relatório das atividades dos departamentos, serviços e institutos nos anos de 1938, 1939 e 1940 — Rio de Janeiro :  Imprensa nacional, 1941.